# 肃宁镇
肃宁镇（“肃宁”当地读“xǔníng”），是中华人民共和国河北省沧州市肃宁县下辖的一个乡镇级行政单位。是肃宁县委、县政府所在地，全县政治、经济、文化中心。总面积50.1平方公里，镇区人口5.7万人，农业人口2.8万人。

## 行政区划
肃宁镇下辖以下地区：
怡和社区管委会、光华社区管委会、南站社区管委会、泽城社区管委会、安宁社区管委会、北站社区管委会、城内村、东关村、南关村、苗街村、王街村、西大街村、西北街村、阁北街村、谭家庄村、玉皇庙村、王庄村、滩头村、张牛军庄村、李牛军庄村、滑牛军庄村、高牛军庄村、王武庄村、东郭庄村、冯家庄村、寨南村、东寨北村、西寨北村、南辛庄村、北甘河村、北王庄村、南甘河村、王家屯村、梁家屯村、梁家庄村、大五里村、南赵家庄村、西泽城村、张泽城村、东泽城村、苏家庄村、贠家庄村、四合屯村和胡牛军庄村。

## 交通
京九铁路、朔黄铁路和大广高速、沧保高速通过肃宁镇。
- 京九铁路：肃宁站